# Calymmaria rosario
Calymmaria rosario là một loài nhện trong họ Hahniidae.
Loài này thuộc chi Calymmaria. Calymmaria rosario được miêu tả năm 2004 bởi Heiss & Draney.